# 圣米凯莱萨伦蒂诺
圣米凯莱萨伦蒂诺（義大利語：San Michele Salentino），是意大利布林迪西省的一个市镇。总面积26平方公里，人口6390人，人口密度245.8人/平方公里（2009年）。ISTAT代码为074014。